# Belga (cigarette)
Pour les articles homonymes, voir Belga (homonymie).

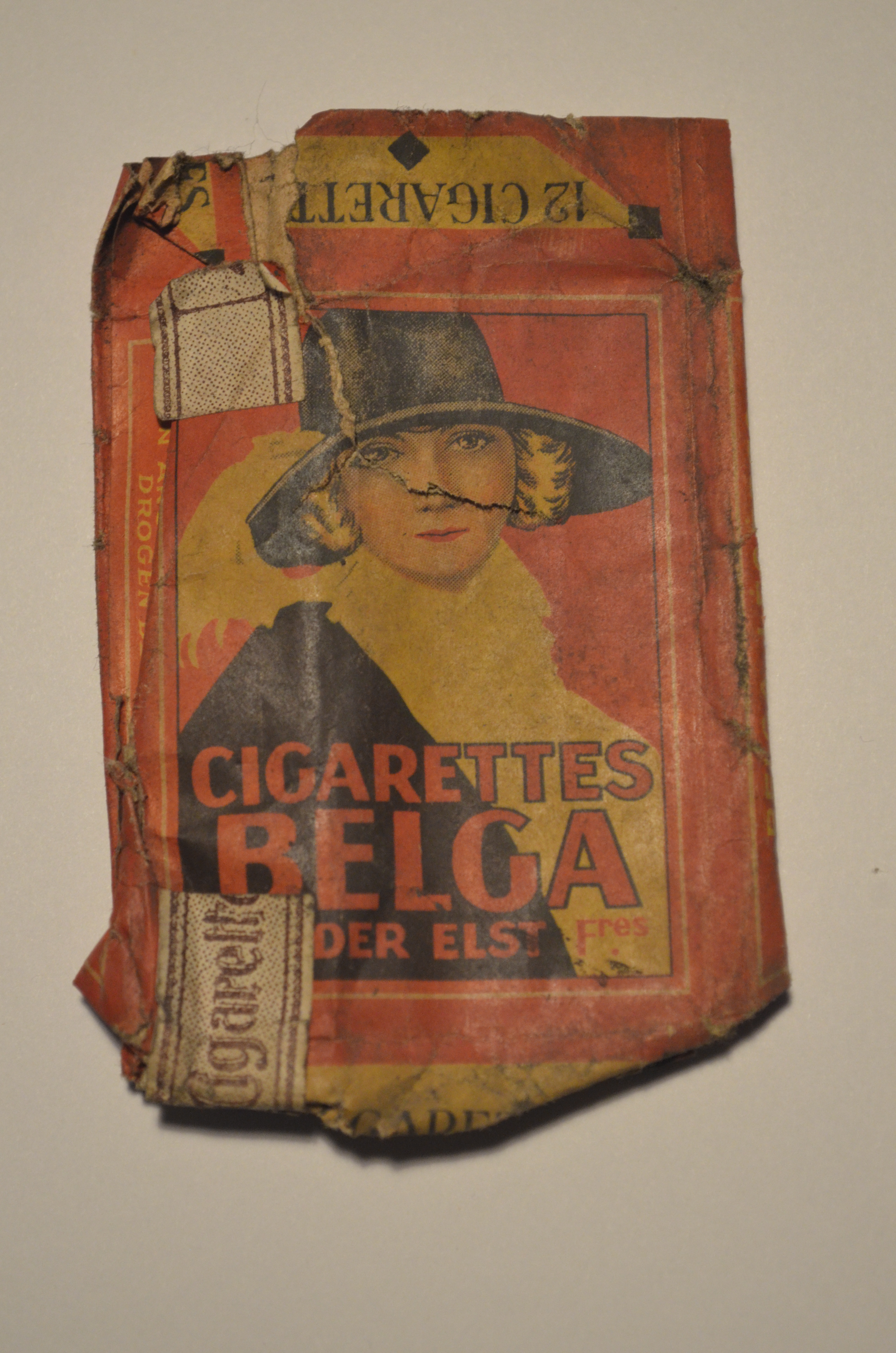
Un paquet de cigarettes de la marque. Conception de Leo Marfurt dont le modèle est Paula Colfs-Bollaert.

Belga était une marque de cigarettes belge commercialisée de 1923 à 2014.

## Histoire
Belga fut lancée en 1923 par les livreurs de tabac Alphonse et François Vander Elst. Les frères Vander Elst voulaient lancer une marque qui rendrait les Belges fiers, dans les années après la Première Guerre mondiale. Le nom de la marque provient de l'unité monétaire, le belga, qui était exactement le prix d'un paquet de ces cigarettes. La marque reçut les couleurs du drapeau belge pour raviver le sentiment patriotique des citoyens. Très vite la marque devint la plus populaire de Belgique. Pour cette raison elle fut retirée du commerce en 1941 par l'occupant allemand, car considérée comme trop patriotique. 
Dans les années 1980, la marque détenait encore 20 % de parts de marché en Belgique et était de loin la plus vendue dans le pays. Avec l'arrivée des marques internationales, cette part de marché était tombée à 6 % en 2014, avec 630 million de cigarettes vendues par an.
Les cigarettes Belga avaient été reprises par le groupe Rothmans International dans les années 1970, lui-même absorbé en 2000 par British American Tobacco.
À la fin du mois de juin 2014, la marque Belga disparut après 91 années, pour être remplacée par la marque Lucky Strike.

## Publicité
- Des années 1920 aux années 1970, le graphiste Léo Marfurt a conçu des publicités pour les cigarettes Belga, dont une dizaine de versions de la Miss Belga.
- Durant les années 1970 et 1980, cette marque a sponsorisé plusieurs voitures dans le sport automobile à la fois en endurance et en rallye. Les principales victoires sont obtenues aux 24 Heures de Spa en 1979 et 1980.